# Elena Pavel (fotbalistă)
Elena Iuliana Pavel (n. 26 martie 1984, Constanța, România) este o fotbalistă internațională română pe postul de apărător, care în prezent joacă pentru clubul Sporting Huelva în liga feminină spaniolă. Ea a jucat anterior pentru CFF Clujana, cu care a participat în Liga Campionilor UEFA (feminin), și pentru Motorul Oradea.
A debutat în echipa națională de fotbal feminin a României în ultimul meci de calificare pentru Campionatul European din 2001, împotriva Estoniei. În turneul de calificare pentru Cupa Mondială din 2011 a marcat împotriva Bosniei și Herțegovinei.
În ianuarie 2016, Pavel a fost iritată atunci când arbitrul (bărbat), în timpul meciului cu Santa Teresa CD din Primera Division, i-a propus o întâlnire. Neimpresionată de avansurile lui („Hei, șateno, hai să bem o cafea după-amiaza asta”), Pavel a răspuns: „Mai bine rămâi la suflă-n fluier”.

## Legături externe
- Elena Pavel pe site-ul FIFA (arhivat)
- Elena Pavel pe Twitter
- es Profil în La Liga